# Issen
Issen (en àrab إسن, Isn; en amazic ⵉⵙⵏ) és una comuna rural de la província de Taroudant, a la regió de Souss-Massa, al Marroc. Segons el cens de 2014 tenia una població total de 12.119 persones.